# Davut Suları
Davut Suları (* 1925 in Çayırlı, Provinz Erzincan; †  am 18. Januar 1985 in Erzurum) war ein alevitischer Aşık, der meist unter dem Namen Aşık Davut Suları auftrat. Sein bürgerlicher Name war Davut Ağbaba.

## Leben und Wirken
Sein Vater Veli Ağbaba übergab die Erziehung Davut Sularıs schon im Kleinkindesalter seiner Großmutter Rindi Hanim. Sein Großvater Kaltik Mehmet Aga war ein alevitischer Dichter, der Davut Suları im Kindesalter die Lust am Dichten, Singen und dem Spielen der Baglama (Saz) weckte. Seine traditionelle Kurzbezeichnung in Gedichten „Suları“ gab ihm ebenfalls sein Großvater.
Mit 17 Jahren wurde er Aşık, ein alevitischer Dichter und Musiker. Als er 22 Jahre alt war, verließ er auf einem Pferd das elterliche Haus und zog für den Rest seines Lebens als Sänger umher, von einem Dorf zum nächsten reitend. In Ankara arbeitete er beim Radio als Sänger. Viele seiner Werke sind auf Türkisch, daneben gibt es Werke in zazaischer Sprache.
Seine Tochter Edibe Sulari kam beim Brandanschlag von Sivas zusammen mit 32 weiteren alevitischen Künstlern ums Leben.

## Werke
- Necef Deryasi (Semah)
- Sonra Gi
- Basin Icin
- Asiktir
- Ne Yazik
- Ey Hamamci
- Cok evvel Oldu
- Duzgino
- Siyah Percemini
- Ali Diyorlar
- Cek Kateri Ben Gelirim Pesine
- Vardim Kirklar Kapisina

## Diskografie
- Davut Sularî. Bugün Bayram Günü Derler. Kalan Müzik, 1999